# Städtestatistik Fürth
Städtestatistik Fürth bezeichnet die Kommunalstatistik der Stadt Fürth. Die Analyse und Aufbereitung der Daten für kommunale Belange erfolgt durch das Amt für Stadtforschung und Statistik für Nürnberg und Fürth.

## Geschichte
Die Vorläufer der heutigen Statistischen Bezirke waren die Stadtdistrikte, die erstmals in der Chronik der Stadt Fürth (Fronmüller) im Jahre 1800 erwähnt wurden. Die Stadt verfügte demnach über 9 Stadtdistrikte, diese wiederum zu 2 Hauptbezirken zusammengefasst. Die Distriktvorsteher erhoben bereits statistische Daten, z. B. über Zu- und Wegzüge oder Vermögens- und Erwerbsverhältnisse.
1878 wurden die Distrikte laut Magistratsbeschluss auf 18, 1910 auf 23 und drei Jahre später auf 27 erhöht. Im Jahre 1948 wurde das Stadtgebiet per Stadtratsbeschluss in 30 Stadtbezirke eingeteilt. 1974 gab es eine neue Einteilung des Stadtgebiets in Statistische Bezirke, Distrikte und Blöcke.
2005 wurden die Statistikämter der Städte Nürnberg und Fürth im Rahmen der Interkommunalen Zusammenarbeit zum Amt für Stadtforschung und Statistik für Nürnberg und Fürth zusammengelegt.

## Bevölkerung
Im Einwohnerregister der Stadt wird nach der wohnberechtigten Bevölkerung und der Bevölkerung am Ort der Hauptwohnung unterschieden. Zur wohnberechtigten Bevölkerung zählen diejenigen Personen, die im betreffenden Gebiet eine Wohnung haben, unabhängig davon, ob es sich um eine Haupt- oder Nebenwohnung handelt. Zur Bevölkerung am Ort der Hauptwohnung gehören diejenigen Personen, die im betreffenden Gebiet ihre alleinige Wohnung bzw. ihre Hauptwohnung haben.
Zudem nimmt in der Kommunalstatistik die Bevölkerungsstatistik den wichtigsten Bereich ein. Die verschiedenen Bevölkerungszahlen werden unterschieden:
- die wohnberechtigte Bevölkerung umfasst diejenigen Personen, die im betreffenden Gebiet eine Wohnung haben, unabhängig davon, ob es sich um eine Haupt- oder Nebenwohnung handelt[1]. Sie wird vom Einwohnerregister der Stadt geliefert.
- die Bevölkerung am Ort der Hauptwohnung zählt die Personen, die im betreffenden Gebiet ihre alleinige Wohnung bzw. ihre Hauptwohnung haben.[1] Sie wird ebenfalls vom Einwohnerregister geliefert.
- die amtliche Bevölkerungszahl ist hingegen die vom Bayerischen Landesamt für Statistik durchgeführte Fortschreibung der Volkszählung aus dem Jahr 1987, bzw. ab 2013 das Ergebnis des Zensus 2011.

| Jahr | wohnberechtigte Bevölkerung (Melderegister) | Bevölkerung am Ort der Hauptwohnung (Melderegister) | Bevölkerung am Ort der Hauptwohnung |
| ---- | ------------------------------------------- | --------------------------------------------------- | ----------------------------------- |
| 2008 | 117.600                                     | 116.370                                             | 114.071                             |
| 2009 | 117.504                                     | 116.258                                             | 114.044                             |
| 2010 | 118.140                                     | 116.867                                             | 114.628                             |
| 2011 | 119.913                                     | 118.538                                             | 116.317                             |
| 2012 | 121.773                                     | 120.362                                             | 118.358                             |
| 2013 | 123.311                                     | 121.985                                             | 119.808                             |
| 2014 | 125.054                                     | 123.710                                             | 121.519                             |
| 2015 | 127.757                                     | 126.405                                             | 124.171                             |
| 2016 | 129.608                                     | 128.204                                             | 125.403                             |
| 2017 | 130.553                                     | 129.190                                             | 126.526                             |
| 2018 | 131.967                                     | 130.381                                             | 127.748                             |
| 2019 | 132.694                                     | 131.118                                             | 128.497                             |

In den letzten Jahren gewann der Begriff des Migrationshintergrunds immer mehr an Interesse.
| Jahr | Einwohner | Anteil Ausländer | Anteil Menschen mit Migrationshintergrund |
| ---- | --------- | ---------------- | ----------------------------------------- |
| 2008 | 114.071   | 14,0 %           | 33,7 %                                    |
| 2009 | 114.044   | 13,5 %           | 33,3 %                                    |
| 2010 | 114.684   | 13,5 %           | 33,6 %                                    |
| 2011 | 118.538   | 14,1 %           | 34,9 %                                    |
| 2012 | 120.362   | 14,7 %           | 35,0 %                                    |
| 2013 | 121.958   | 15,4 %           | 36,0 %                                    |
| 2014 | 123.710   | 16,3 %           | 36,9 %                                    |
| 2015 | 126.405   | 17,7 %           | 38,3 %                                    |
| 2016 | 128.204   | 18,9 %           | 39,7 %                                    |
| 2017 | 129.190   | 19,5 %           | 40,2 %                                    |
| 2018 | 130.381   | 19,9 %           | 40,7 %                                    |
| 2019 | 131.118   | 20,3 %           | 41,4 %                                    |

Quelle: Fürth in Zahlen
Nach dem Zensus von 2011 haben sich die amtlichen Zahlen der Bevölkerungsentwicklung von 116.317 auf 116.640 geändert.

## Bevölkerungsbewegung
Erfasst werden vom Melderegister der Stadt auch Veränderungen der Gesamtbevölkerung der Stadt Fürth, d. h. Wanderungsbewegungen wie Zuzüge (nach Fürth), Fortzüge (weg von Fürth), Umzüge (innerhalb Fürths), sowie Geburten und Sterbefälle wie auch Eheschließungen und -scheidungen.
|      | Zuzüge nach Fürth | Zuzüge nach Fürth | Zuzüge nach Fürth | Fortzüge aus Fürth | Fortzüge aus Fürth | Fortzüge aus Fürth | Saldo     |
| ---- | ----------------- | ----------------- | ----------------- | ------------------ | ------------------ | ------------------ | --------- |
| Jahr | insgesamt         | aus BRD           | aus Ausland       | insgesamt          | in BRD             | ins Ausland        | insgesamt |
| 2003 | 7.452             | 6.317             | 1.135             | 7.193              | 6.090              | 1.103              | 259       |
| 2004 | 7.522             | 6.573             | 949               | 6.860              | 5.755              | 1.105              | 662       |
| 2005 | 7.958             | 4.863             | 1.095             | 6.854              | 5.737              | 1.117              | 1.104     |
| 2006 | 7.501             | 6.422             | 1.079             | 7.124              | 5.860              | 1.264              | 377       |
| 2007 | 7.737             | 6.494             | 1.243             | 7.281              | 5.989              | 1.292              | 456       |
| 2008 | 7.891             | 6.633             | 1.258             | 7.759              | 6.102              | 1.657              | 132       |
| 2009 | 7.908             | 6.490             | 1.418             | 7.740              | 6.068              | 1.672              | 168       |
| 2010 | 8.013             | 6.526             | 1.487             | 7.268              | 6.011              | 1.257              | 745       |
| 2011 | 9.113             | 7.000             | 2.113             | 7.375              | 6.026              | 1.349              | 1.738     |
| 2012 | 9.351             | 6.915             | 2.436             | 7.669              | 6.220              | 1.449              | 1.682     |
| 2013 | 9.989             | 7.459             | 2.530             | 8.129              | 6.395              | 1.734              | 1.860     |
| 2014 | 10.465            | 7.537             | 2.928             | 8.465              | 6.627              | 1.838              | 2.000     |
| 2015 | 11.713            | 7.865             | 3.848             | 8.948              | 7.025              | 1.923              | 2.765     |
| 2016 | 11.183            | 7.836             | 3.347             | 9.181              | 7.135              | 2.046              | 2.002     |
| 2017 | 10.482            | 7.722             | 2.760             | 9.142              | 7.020              | 2.122              | 1.340     |
| 2018 | 10.490            | 7.852             | 2.638             | 8.966              | 6.677              | 2.289              | 1.524     |
| 2019 | 9.867             | 7.398             | 2.469             | 8.978              | 6.967              | 2.011              | 889       |

Quelle: Statistisches Jahrbuch 2020 der Stadt Fürth

## Kraftfahrzeuge
Die Zahlen zum Kfz-Bestand stammen aus dem Register der Kraftfahrzeug-Zulassungsstelle.
| Jahr | PKW und Kombi | Krafträder | Neuzulassungen PKW und Kombi |
| ---- | ------------- | ---------- | ---------------------------- |
| 2008 | 53.009        | 4.950      | 3.945                        |
| 2009 | 53.253        | 5.065      | 4.473                        |
| 2010 | 54.086        | 5.182      | 3.478                        |
| 2011 | 55.214        | 5.267      | 3.956                        |
| 2012 | 56.230        | 5.388      | 3.714                        |
| 2013 | 57.094        | 5.458      | 3.710                        |
| 2014 | 58.162        | 5.526      | 3.998                        |
| 2015 | 59.393        | 5.720      | 4.088                        |
| 2016 | 60.437        | 5.852      | 4.143                        |
| 2017 | 61.476        | 5.898      | 4.022                        |
| 2018 | 62.480        | 5.992      | 3.909                        |
| 2019 | 62.482        | 5.960      | 4.122                        |

Quelle: Statistisches Jahrbuch 2020 der Stadt Fürth